# Mrtvá a živá (film, 1940)
Mrtvá a živá (v angličtině Rebecca) je americký psychologický thriller z roku 1940, který režíroval Alfred Hitchcock. Film získal v roce 1941 dva Oscary v kategorii nejlepší film a nejlepší kamera (černobílá). Předlohou pro tento film byl stejnojmenný román od Daphne du Maurier.

## Obsazení
| Joan Fontaine      | paní de Winterová                                                        |
| Laurence Olivier   | George Fortescue Maximilian „Maxim" de Winter, majitel panství Manderley |
| Judith Andersonová | paní Danversová                                                          |
| George Sanders     | Jack Favell                                                              |
| Reginald Denny     | Frank Crawley                                                            |
| Gladys Cooperová   | Beatrice Lacy                                                            |
| C. Aubrey Smith    | Julyan                                                                   |
| Nigel Bruce        | major Giles Lacy                                                         |
| Florence Batesová  | Edythe Van Hopperová                                                     |
| Edward Fielding    | Frith                                                                    |